# 杉弘相
杉 弘相（すぎ ひろすけ）は、日本の室町時代から戦国時代にかけての武将。通称は次郎左衛門尉。大内氏家臣で、安芸国東西条の代官を務める。子に杉興相。周防国の名族杉氏の一門（次郎左衛門家）であるが、その正確な系譜は不明。文献上「杉次郎左衛門」を名乗ったことが確認される最初の人物である。

## 生涯
大内氏に仕え、大内政弘の偏諱により「弘相」と名乗る。
応仁元年（1467年）から始まる応仁の乱では大内政弘に従って上洛し、文明9年（1477年）に周防国へ帰国するまでの10年間を京都で過ごす。上洛中、山城国相楽郡下狛の陣にいる時に連歌師の宗祇を訪ねており、この時の縁もあってか、大内政弘の招きにより大内氏領国に滞在していた宗祇が、文明12年10月2日（1480年11月3日）に筑前国筥崎で連歌会を行った際には弘相も出席している。
明応9年（1500年）3月5日、山口に亡命していた足利義尹（義材、義稙）の大内義興邸への御成があった。大内義興は国を挙げて足利義尹の御成を歓待し、弘相が奉行を務めた。
明応10年（1501年）7月、大内義興の豊前国攻めに参加し、馬ヶ岳城での戦いでは大友親治と少弐資元の軍勢を退けている。また、この時に合戦に安芸の毛利弘元を招く際に、取次を務めた。
その他にも、年不詳だが平賀広頼宛ての安芸国豊田郡竹仁村に関する連署状において、安富行房、安富房行、杉重隆、内藤弘矩、陶弘護と並んで、2番目に署名しているなどの活動が見られる。